# Шорт-трек на зимових Олімпійських іграх 2002 — 500 метрів (чоловіки)
Змагання з шорт-треку на дистанції 500 м серед чоловіків на зимових Олімпійських іграх 2002 відбулися 23 лютого в «Salt Lake Ice Center» у Солт-Лейк-Сіті, США. В змаганнях брали участь 32 спортсмени, що представляли 20 країн.

## Рекорди
До цього змагання світові та олімпійські рекорди були такими:
| Світовий рекорд     | Джеффрі Шолтен (CAN)    | 41.514 | Калгарі, Канада | 13 жовтня 2001 |
| Олімпійський рекорд | Нісітані Такафумі (JPN) | 42.756 | Нагано, Японія  | 21 лютого 1998 |

Під час цього змагання були встановлені нові олімпійські рекорди :
| Дата      | Раунд         | Команда               | Час    | OR | WR |
| --------- | ------------- | --------------------- | ------ | -- | -- |
| 23 лютого | Гіт 7         | Жонатан Гійметт (CAN) | 42.326 | OR |    |
| 23 лютого | Чвертьфінал 3 | Кім Дон Сон (KOR)     | 41.806 | OR |    |
| 23 лютого | Фінал         | Марк Ганьон (CAN)     | 41.802 | OR |    |

## Змагання

### Гіти
Було вісім забігів, в кожному змагались по чотири козваняри. З кожного забігу двоє найкращих спортсменів перейшли до чвертьфіналу.
Гіт 1
| Місце | Атлет        | Країна     | Час    | Примітки |
| ----- | ------------ | ---------- | ------ | -------- |
| 1     | Лі Цзяцзюнь  | Китай      | 43.690 | Q        |
| 2     | Аріан Нахбар | Німеччина  | 44.057 | Q        |
| 3     | Матуш Ужак   | Словаччина | 44.499 |          |
| 4     | Асен Пандов  | Болгарія   | 77.124 |          |

Гіт 2
| Місце | Атлет             | Країна     | Час    | Примітки |
| ----- | ----------------- | ---------- | ------ | -------- |
| 1     | Сімон Ван Воссель | Бельгія    | 43.119 | Q        |
| 2     | Аполо Ентон Оно   | США        | 43.214 | Q        |
| 3     | Кес Юфферманс     | Нідерланди | 43.253 |          |
| 4     | Ендрю Макні       | Австралія  | 44.289 |          |

Гіт 3
| Місце | Атлет               | Країна   | Час    | Примітки |
| ----- | ------------------- | -------- | ------ | -------- |
| 1     | Нісітані Такафумі   | Японія   | 43.211 | Q        |
| 2     | Марк Ганьон         | Канада   | 43.395 | Q        |
| 3     | Крістіан Сабо       | Угорщина | 44.143 |          |
| 4     | Володимир Григор'єв | Україна  | 70.431 |          |

Гіт 4
| Місце | Атлет                    | Країна          | Час    | Примітки |
| ----- | ------------------------ | --------------- | ------ | -------- |
| 1     | Кім Дон Сон              | Південна Корея  | 42.834 | Q        |
| 2     | Расті Сміт               | США             | 42.849 | Q        |
| 3     | Дейв Аллардіс            | Велика Британія | 42.980 |          |
| 4     | Ганбатин Джаргаланчулуун | Монголія        | 52.225 |          |

Гіт 5
| Місце | Атлет        | Країна          | Час    | Примітки |
| ----- | ------------ | --------------- | ------ | -------- |
| 1     | Фабіо Карта  | Італія          | 43.787 | Q        |
| 2     | Бруно Лоскос | Франція         | 43.864 | Q        |
| 3     | Леон Флек    | Велика Британія | 43.965 |          |
| 4     | Марк Джексон | Нова Зеландія   | 44.064 |          |

Гіт 6
| Місце | Атлет                  | Країна  | Час    | Примітки |
| ----- | ---------------------- | ------- | ------ | -------- |
| 1     | Фен Кай                | Китай   | 43.084 | Q        |
| 2     | Вім Де Дейне           | Бельгія | 43.205 | Q        |
| 3     | Мартін Йогансон        | Швеція  | 43.435 |          |
| 4     | Кристіян Здройковський | Польща  | 44.117 |          |

Гіт 7
| Місце | Атлет             | Країна   | Час    | Примітки |
| ----- | ----------------- | -------- | ------ | -------- |
| 1     | Жонатан Гійметт   | Канада   | 42.326 | Q OR     |
| 2     | Сатору Терао      | Японія   | 42.334 | Q        |
| 3     | Балаш Кноч        | Угорщина | 42.533 |          |
| 4     | Мирослав Бояджиєв | Болгарія | 43.462 |          |

Гіт 8
| Місце | Атлет              | Країна         | Час    | Примітки |
| ----- | ------------------ | -------------- | ------ | -------- |
| 1     | Нікола Франческіна | Італія         | 42.876 | Q        |
| 2     | Стівен Бредбері    | Австралія      | 43.226 | Q        |
| 3     | Людовик Матьє      | Франція        | 43.790 | ADV      |
| –     | Лі Сенг-Джи        | Південна Корея | DQ     |          |

### Чвертьфінал
Чвертьфінал 1
| Місце | Атлет           | Країна    | Час    | Примітки |
| ----- | --------------- | --------- | ------ | -------- |
| 1     | Жонатан Гійметт | Канада    | 42.809 | Q        |
| 2     | Аполо Ентон Оно | США       | 42.895 | Q        |
| 3     | Фабіо Карта     | Італія    | 43.113 |          |
| 4     | Аріан Нахбар    | Німеччина | 43.626 |          |

Чвертьфінал 2
| Місце | Атлет              | Країна | Час    | Примітки |
| ----- | ------------------ | ------ | ------ | -------- |
| 1     | Расті Сміт         | США    | 42.359 | Q        |
| 2     | Марк Ганьон        | Канада | 42.384 | Q        |
| 3     | Нісітані Такафумі  | Японія | 42.535 |          |
| –     | Нікола Франческіна | Італія | DQ     |          |

Чвертьфінал 3
| Місце | Атлет        | Країна         | Час    | Примітки |
| ----- | ------------ | -------------- | ------ | -------- |
| 1     | Кім Дон Сон  | Південна Корея | 41.806 | Q OR     |
| 2     | Вім Де Дейне | Бельгія        | 41.832 | Q        |
| 3     | Лі Цзяцзюнь  | Китай          | 64.514 |          |
| 4     | Бруно Лоскос | Франція        | 99.879 |          |

Чвертьфінал 4
| Місце | Атлет             | Країна    | Час    | Примітки |
| ----- | ----------------- | --------- | ------ | -------- |
| 1     | Сатору Терао      | Японія    | 42.692 | Q        |
| 2     | Фен Кай           | Китай     | 42.820 | Q        |
| 3     | Стівен Бредбері   | Австралія | 44.982 |          |
| 4     | Людовик Матьє     | Франція   | 73.328 |          |
| –     | Сімон Ван Воссель | Бельгія   | DQ     |          |

### Півфінали
Два кращих атлети з кожного з двох півфіналів пройшли до фіналу А, тоді як атлети з третього та четвертого місць перейшли до фіналу Б У другому півфіналі американець Аполо Ентон Оно став причиною падіння японця Сатору Терао, в результаті чого Оно був дискваліфікований, а Терао вийшов у фінал А.
Півфінал 1
| Місце | Атлет        | Країна         | Час    | Примітки |
| ----- | ------------ | -------------- | ------ | -------- |
| 1     | Расті Сміт   | США            | 41.916 | QA       |
| 2     | Марк Ганьон  | Канада         | 41.981 | QA       |
| 3     | Кім Дон Сон  | Південна Корея | 41.990 | QB       |
| 4     | Вім Де Дейне | Бельгія        | 42.823 | QB       |

Півфінал 2
| Місце | Атлет           | Країна | Час    | Примітки |
| ----- | --------------- | ------ | ------ | -------- |
| 1     | Жонатан Гійметт | Канада | 42.201 | QA       |
| 2     | Фен Кай         | Китай  | 42.266 | QA       |
| 3     | Сатору Терао    | Японія | 65.790 | ADV      |
| –     | Аполо Ентон Оно | США    | DQ     |          |

### Фінали
Фінал A
| Місце | Атлет           | Країна | Час    | Примітки |
| ----- | --------------- | ------ | ------ | -------- |
| 1     | Марк Ганьон     | Канада | 41.802 |          |
| 2     | Жонатан Гійметт | Канада | 41.994 |          |
| 3     | Расті Сміт      | США    | 42.027 |          |
| 4     | Фен Кай         | Китай  | 42.112 |          |
| 5     | Сатору Терао    | Японія | 42.219 |          |

Фінал B
| Місце | Атлет        | Країна         | Час    | Примітки |
| ----- | ------------ | -------------- | ------ | -------- |
| 6     | Кім Дон Сон  | Південна Корея | 42.076 |          |
| 7     | Вім Де Дейне | Бельгія        | 42.961 |          |